# Centrifuga (tecnologie chimiche)

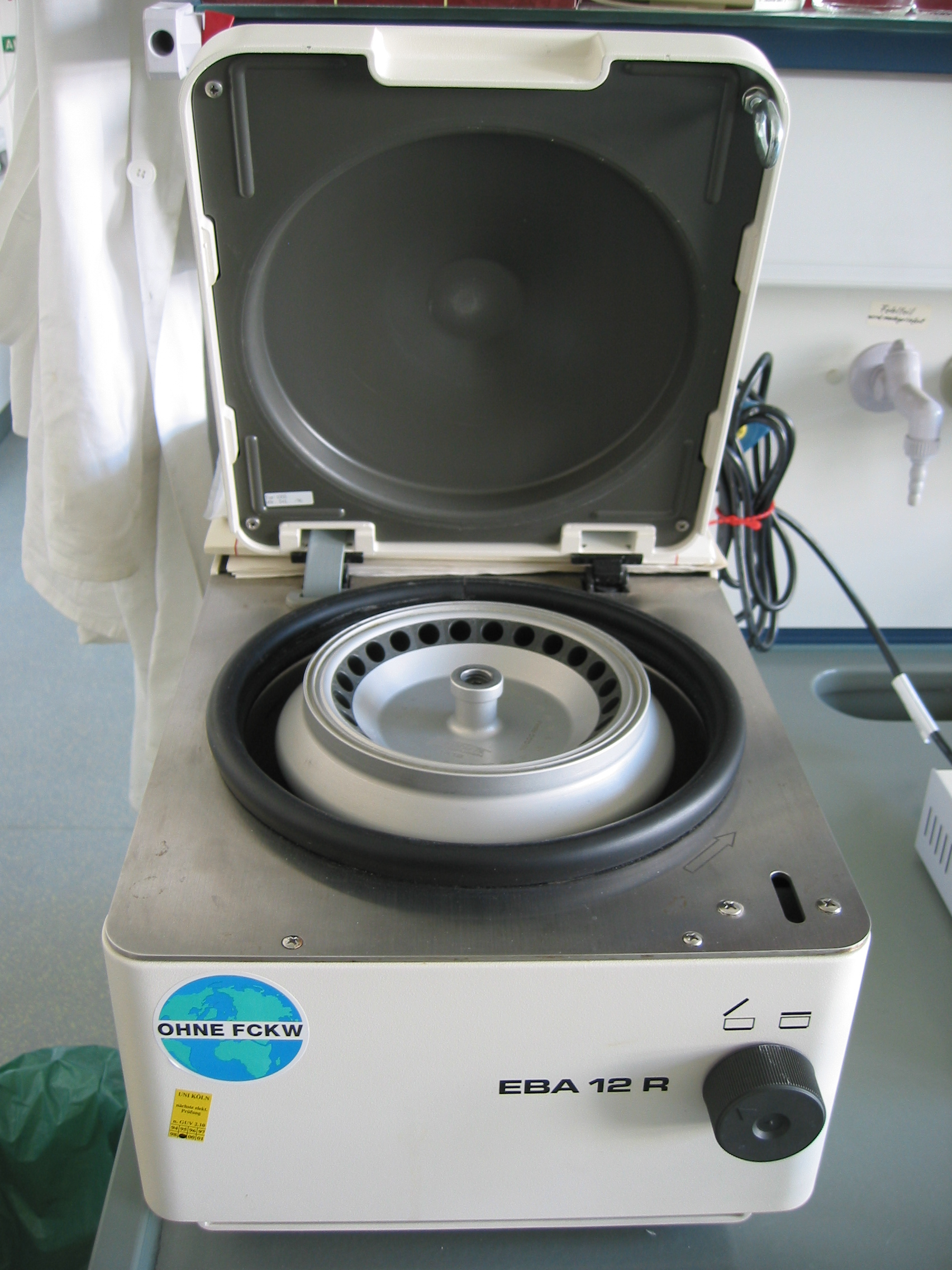
Centrifuga da laboratorio

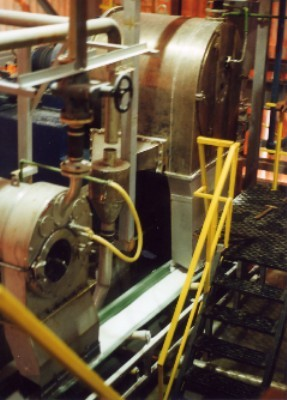
Centrifughe a spinta in un impianto di produzione sale

La centrifuga, nell'uso industriale e di laboratorio, è un'apparecchiatura impiegata per accelerare la separazione tra corpi aventi differente densità mediante l'uso (normalmente esclusivo) della forza centrifuga (o più precisamente dell'accelerazione centrifuga).

## Generalità
È noto il fenomeno della sedimentazione di un corpo solido ad alta densità miscelato ad un fluido a densità più bassa. Questo fenomeno fisico è dovuto al principio di Archimede: dal momento che la massa del fluido spostato Ml è minore di quella Ms del solido che lo sposta, e ad ambedue è applicata l'accelerazione di gravità g, si avrà una forza risultante pari a (Ms - Ml) x g applicata al solido; questa forza causa appunto il movimento di sedimentazione.
Se si considera poi la legge di Stokes sul moto dei solidi in mezzi viscosi, si verifica che la velocità terminale di sedimentazione della particella solida è proporzionale alla forza applicata, e quindi all'accelerazione assicurata, nella sedimentazione ordinaria, dal campo gravitazionale terrestre.
Appare quindi naturale la ricerca di mezzi atti ad aumentare il valore dell'accelerazione applicata alla sospensione solido-liquido: il metodo più semplice consiste nel sostituire (o integrare) l'accelerazione di gravità con l'accelerazione centrifuga generata da un moto circolare uniforme. Solitamente si definisce "torbida" la sospensione alimentata; "filtrato" o "acque madri" il liquido estratto, e "solido" tout court, o "panello" il solido.

## Classificazione
Da quanto sopra detto si deduce che basta far ruotare velocemente attorno ad un asse un recipiente apposito per ottenere una stratificazione, solido nel punto più lontano dall'asse, liquido verso l'interno.
Salvo casi speciali, lo scopo della centrifugazione è però la separazione, totale o quasi, tra solido e liquido: esiste quindi la necessità di estrarre separatamente la fase solida dalla fase liquida. Una classificazione può quindi essere stilata in base al tipo di funzionamento:
- Centrifughe senza separazione
- Centrifughe con separazione per sfioro
- Centrifughe con separazione per filtrazione

Per ciascuno di questi modelli, esiste una miriade di tipi e di varianti. Di seguito vengono descritti i tipi di uso più generale. Si tralasciano qui le macchine destinate all'ultracentrifugazione, che è un'operazione unitaria diversa.

### Centrifughe senza separazione
Sono usate per accelerare la sedimentazione del solido, spesso in condizioni controllate, senza voler ottenere necessariamente due prodotti distinti. In ambito industriale hanno scarso interesse. Ne sono un esempio le centrifughe usate nel laboratorio di analisi, in cui la provetta viene disposta in un apposito contenitore, e la frazione solida fatta decantare nella provetta stessa. In condizioni standard di riempimento e accelerazione, viene poi misurato il sedimento in percentuale del totale della miscela.
Nei laboratori di analisi biomedica, la centrifuga serve per separare la parte acquosa di un liquido biologico dalla parte corpuscolare, ad esempio, il siero dall'ematocrito. In alcuni casi, per impedire il successivo contatto tra le sostanze separate, si usano provette contenenti un gel separatore con un peso specifico appositamente studiato per interporsi fra siero e residuo solido. Una centrifugazione standard per la separazione del sangue dura una decina di minuti a circa 3000 giri/min.

### Centrifughe con separazione per sfioro

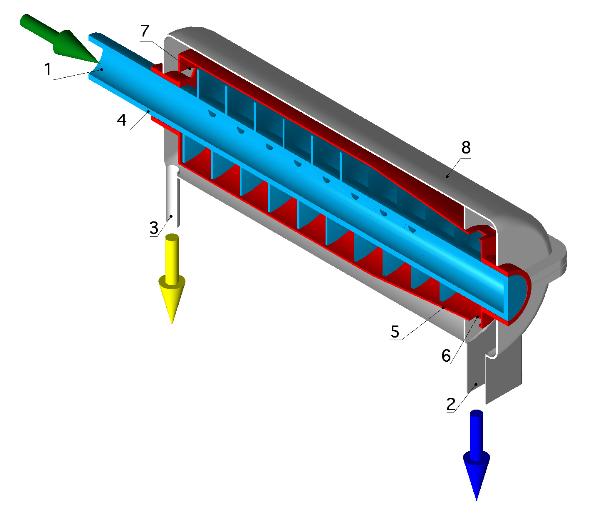
Schema di centrifuga decantatrice

In queste centrifughe, a funzionamento continuo, la decantazione avviene per separazione delle zone di uscita del solido e del liquido. In figura è mostrato un modello di base, dove si vede:
1. l'ingresso della torbida
2. lo scarico del solido, più pesante
3. lo scarico del liquido, più leggero
4. la coclea
5. alberi coassiali della coclea
6. bocche di uscita
7. stramazzo
8. involucro esterno.

Un movimento separato degli alberi coassiali della coclea e del contenitore crea una differenza di velocità angolare tra i due rotori; la coclea porta quindi il solido in una zona, normalmente conica, non interessata dal liquido, e verso le bocche di uscita, mentre il filtrato esce da uno stramazzo. Un involucro esterno funge da contenimento dei prodotti.
Esistono numerose varianti di questo modello, ma che rispettano i principi di base illustrati. Come si vede dalla figura, i diametri di queste macchine sono relativamente limitati, e si ottengono quindi delle accelerazioni relativamente basse (massimo 1000 g).
Questo è probabilmente il tipo più comune di centrifuga industriale, particolarmente adatto per grandi portate e per la separazione di solidi di tipo amorfo e di piccola o media dimensione. Ha il vantaggio di essere particolarmente compatto, e lo svantaggio di avere un'umidità residua piuttosto alta (fino al 20% di acque madri nel solido scaricato).
Si può ricondurre a questo schema (pur con costruzione molto diversa) anche la "centrifuga a piatti", spesso usata per separare prodotti liquidi a diverso peso specifico, quali il siero del latte dalla crema; si tratta di norma di centrifughe con scarico continuo del filtrato, e discontinuo automatico dei solidi.

### Centrifughe con separazione per filtrazione
Anche in queste macchine le zone di scarico del solido e del liquido vengono separate; ma hanno la particolarità di essere dotate di un cestello, permeabile al liquido ma non al solido; in pratica un filtro. Vi sono diversi modelli, che differiscono tra di loro per il sistema di scarico del solido:
- Le cosiddette centrifughe verticali a 3 colonne (vedi figura) e derivate, solitamente a funzionamento discontinuo, e così dette perché le parti rotanti vengono di solito sospese su 3 colonne di appoggio: nel cestello è appoggiato un filtro in tela (non visibile nella figura), detto sacco filtrante; la torbida viene caricata in modo continuo o discontinuo e la centrifuga viene azionata per il tempo desiderato; al termine dell'operazione il sacco filtrante viene estratto ed il solido recuperato. Molto usate nell'industria farmaceutica per la possibilità di funzionamento in ambiente sterile, sono di costruzione semplice ed economica, e grazie al funzionamento discontinuo consentono operazioni ulteriori, quali l'essiccamento o il raffreddamento del prodotto recuperato. Le macchine più grandi raggiungono diametri ragguardevoli di cestello (1500 mm e oltre), ed accelerazioni ben superiori ai 1000 g.
- La centrifuga a sacco invertibile (vedi figura) consente uno scarico discontinuo del panello di solido, mediante il rovesciamento del sacco filtrante, che avviene mediante l'albero centrale. Si ottiene così un ciclo comunque discontinuo, ma automatizzabile, e grazie alla disposizione orizzontale dell'asse è facilitato lo scarico convogliato di prodotti anche di scarsa scorrevolezza. Le caratteristiche sono paragonabili a quelle delle centrifughe ad asse verticale, anche se vi è una limitazione nel diametro massimo del cestello.
- Le macchine orizzontali si prestano anche ad uno scarico semi-continuo tramite un coltello raschiante che viene inserito, al termine della separazione, in modo da togliere il prodotto senza rovesciare il sacco (centrifughe peeler). In questo caso la tela è di solito metallica o può esserci un setaccio simile a quello delle centrifughe a spinta (vedi); la ritenzione dei fini è comunque assicurata dalla presenza di un panello residuo, il cui effetto filtrante consente l'uso di tele o setacci con luci superiori al diametro delle particelle solide. Le centrifughe peeler, alquanto complesse e costose, sono di solito utilizzate per ottenere bassi valori di umidità residua e per prodotti aventi granulometria molto fine. Un vantaggio, rispetto alle centrifughe a sacco invertibile, sta nel minor tempo morto dovuto allo scarico del solido. Le centrifughe peeler sono alquanto complicate e costose, e vengono usate per solidi fini e per ottenere bassa umidità residua. Anch'esse consentono l'essiccamento ed il raffreddamento del prodotto solido.

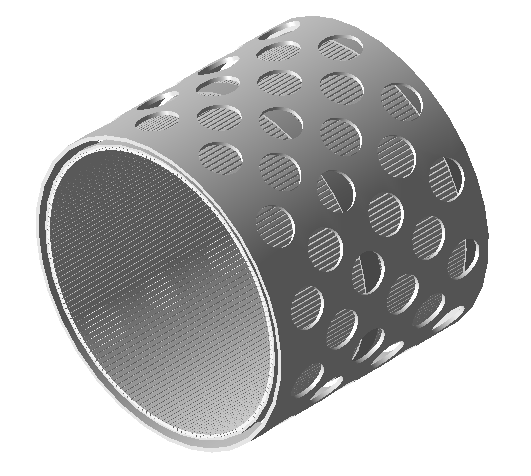
Setaccio e cestello di una centrifuga a spinta

- Le centrifughe a spinta e derivate vengono utilizzate nella separazione dei solidi cristallini, come il cloruro di sodio. Un setaccio (vedi figura) di barre di acciaio longitudinali, poste a spaziatura costante, accoglie la torbida e la filtra, lasciando passare il liquido all'esterno, passando attraverso il cestello. Ad un piatto, avente diametro esterno uguale a quello interno del cestello viene dato un moto longitudinale alternativo, così da spingere il solido verso l'estremità aperta del setaccio; il prodotto viene quindi lanciato fuori e raccolto in opportune tramogge. In figura si nota il sale raccolto sul nastro posto sotto la centrifuga.

Sono macchine continue, molto utilizzate nell'industria chimica e mineraria; hanno una limitazione nella viscosità delle acque madri, che oltre i 2 - 3 mPa s limita fortemente le prestazioni. Con viscosità basse si ottiene una separazione eccellente, con umidità residua inferiore al 5 %. Si ottengono accelerazioni fino a 1500 g, e vengono prodotte con diametri del setaccio fino a 1200 – 1500 mm. Le centrifughe a spinta più grandi consentono il trattamento di quantità di solido di 200 t/h e oltre.